# Hans Langmaack (Schauspieler)
Hans Langmaack (* 30. September 1870 in Altona; † 11. März 1949 in Hamburg) war ein deutscher Schauspieler, Hörspielsprecher, -regisseur, Rezitator, Schauspiel- und Schullehrer.

## Leben
Langmaack gehörte schon deutlich vor dem Ersten Weltkrieg zu den Begründern der niederdeutschen Sprachbewegung. Er war ein Vorreiter auf diesem Gebiet und machte damit die plattdeutsche Mundart salonfähig, die bis dato kein hohes Ansehen hatte. In unzähligen Vorträgen trug er als Rezitator die Werke plattdeutscher Dichter vor.
Schon früh kam er mit Richard Ohnsorg in Verbindung, der 1902 in Hamburg am Gänsemarkt eine Bühne gegründet hatte, die sich vornehmlich der niederdeutschen Dichtkunst widmete. Die Dramatische Gesellschaft Hamburg, das spätere Ohnsorg-Theater, wurde nun zu seiner künstlerischen Heimat und so wurde aus dem Vortragskünstler auch noch ein Schauspieler. Genau wie seine Kollegen Otto Lüthje und Walther Bullerdiek war Langmaack im Hauptberuf Schullehrer und gab diese Tätigkeit soweit bekannt auch nicht auf.
Schon 1924 ging Ohnsorg mit seinem Ensemble vor die Mikrophone der Nordischen Rundfunk AG (NORAG). Auch Langmaack war von Anfang an mit dabei, sowohl als Rezitator als auch als Sprecher und später auch als Regisseur, in überwiegend mundartlichen Sendespielen, wie die Hörspiele zu der damaligen Zeit noch genannt wurden. Als einer der ersten Produktionen ist beim ARD-Hörspielarchiv das Stück De Fährkrog von Hermann Boßdorf nachgewiesen. Zu den weiteren Sprechern gehörten u. a. Richard Ohnsorg, Magda Bäumken und Aline Bußmann. Langmaack selbst sprach zur Sendung zusätzlich noch einen Kommentar. Die Ausstrahlung fand am 24. September 1924 live ohne Aufzeichnung statt. Am 27. November desselben Jahres war er in Goethes Faust II. Teil neben Ernst Sattler (Faust), Erna Kroll-Lange, Hermann Wlach, Karl Pündter und weiteren Sprechern in drei Rollen (Kaiser, Chiron und Lynceus, der Turmwächter) in einem hochdeutschen Sendespiel zu hören.
Darüber hinaus war er auch über viele Jahre als Schauspiellehrer tätig. Zu den zahlreichen Personen, die er unterrichtete, gehörten auch Heidi Kabel und Robert Meyn. Zum 1. Mai 1937 trat Langmaack der NSDAP bei (Mitgliedsnummer 4.059.002).
Langmaack verstarb am 11. März 1949 an einem Schlaganfall. Tags darauf konnte man in einem Nachruf im Hamburger Abendblatt u. a. folgendes lesen:
Die Behauptung, der Name Langmaack werde mit der plattdeutschen Sache unverlierbar verbunden bleiben, ist keine Nekrolog-Übertreibung. Als der junge Hamburger Schulmann anfing, mit Vortragsabenden für die plattdeutsche Dichtung zu werben, stand er sehr allein. Ungezählte Menschen hat er für den mißachteten "Dialekt" mit der gleichen Liebe erfüllt, die ihn trieb seiner Mission durch fünf Jahrzehnte konzessionslos zu dienen. Er ist in Wahrheit ein Wegbereiter gewesen, ohne den wiederum auch die durch Richard Ohnsorgs Bühne ausgelöste Wiederbelebung der plattdeutschen Dramatik kaum denkbar ist. Als Darsteller und Regisseur, vor dem Rundfunkmikrophon und als Sprechlehrer hat Langmaack die zu Beginn des Jahrhunderts pionierhaft begonnene Arbeit in einem nie erhofften Maß verbreitern dürfen.

## Hörspiele
Als Sprecher:
- 1924: Gorch Fock: Doggerbank – Regie: Nicht bekannt
- 1924: Hermann Boßdorf: De Fährkrog – Regie: Nicht bekannt (2 Übertragungen)
- 1924: Hinrich Wriede: Leege Lüd – Regie: Nicht bekannt
- 1924: Gorch Fock: Cili Cohrs – Regie: Nicht bekannt
- 1924: Paul Schurek: Stratenmusik – Regie: Nicht bekannt (2 Übertragungen)
- 1924: Johann Wolfgang von Goethe: Faust II. Teil – Regie: Hans Bodenstedt; Hermann Beyer
- 1924: Anonym: Lucifer – Regie: Nicht bekannt
- 1925: Hermann Boßdorf: De Fährkrog – Regie: Hans Böttcher (2 Übertragungen)
- 1925: Henrik Ibsen: Peer Gynt – Regie: Hans Bodenstedt; Hermann Beyer (3 Übertragungen)
- 1925: Gorch Fock: Doggerbank – Regie: Hans Böttcher
- 1925: Jan Fabricius: Ünner een Dakk – Regie und Sprecher: Richard Ohnsorg
- 1925: Fritz Stavenhagen: Jürgen Piepers – Regie: Hans Böttcher
- 1925: Hans Ehrke: Narrenspiegel – Regie: Hans Böttcher
- 1926: Fritz Stavenhagen: Jürgen Piepers – Regie: Hans Böttcher (2 Übertragungen)
- 1926: Gorch Fock: Cili Cohrs – Regie: Nicht bekannt
- 1926: Hinrich Wriede: Leege Lüd – Regie: N. N.
- 1926: Gorch Fock: Doggerbank – Regie: Richard Ohnsorg
- 1926: Karl Kriekeberg: Pidder Lüng – Regie: Hans Böttcher
- 1926: Gorch Fock: Die Königin von Honolulu – Regie: Hans Böttcher (2 Übertragungen)
- 1926: Ernst Elias Niebergall: Herr Bummerlunder (Vorlage: Datterich) – Regie: Hans Böttcher
- 1926: Hermann Boßdorf: De Fährkrog – Regie: Hans Böttcher
- 1926: Herman Heijermans: Keden – Regie: Hans Böttcher
- 1926: Gustav Möhring: Dusenddüwelswarf – Regie: Hans Böttcher
- 1946: Ferenc Molnár: Eins – Zwei – Drei – Regie: Ludwig Cremer
- 1946: Fritz Wichmann: Hallo üm de Koh – Regie: Curt Becker
- 1948: Josef Pelz von Felinau: Menschenleben nicht notiert – Ein Hörspiel um den Untergang der "Titanic" – Regie: Fritz Schröder-Jahn

Anmerkung: Die Hörspiele zwischen 1927 und 1945 (Kriegsende) sind zurzeit (September 2015) beim ARD-Hörspielarchiv noch nicht erfasst worden. Seine Regiearbeiten fallen anscheinend in diesen Zeitraum.

## Rezitation im Hörfunk
- 1949: Hans Langmaack liest niederdeutsche Gedichte – Redaktion und Regie: Hans Freundt

Die Aufnahme, die kurz vor seinem Tod beim NWDR Hamburg entstand, ist noch erhalten.